# Kamenička (Bílá Voda)
Kamenička (něm. Kamitz-Überschar, pol. Kamieniczka) je vesnice, která je částí obce Bílá Voda. Rozkládá se na východ od Bílé Vody na silnici do Horních Hoštic a Javorníka.

## Historie
Kamenička se zmiňuje poprvé roku 1325 u vsi Kamenice (něm. Kamnitz, pol. Kamienica, nyní v Polsku) jako církevní majetek. Koncem 15. století ji získalo zástavou město Pačkov (něm. Patschkau, pol. Paczków, nyní v Polsku) a připojilo k městskému majetku, ke kterému patřily zejména Horní Hoštice. Od sekularizace v Prusku roku 1810 byl statek v přímém majetku Pačkova až do roku 1945, kdy byl přes polské protesty zkonfiskován jako německý majetek. Administrativně je Kamenička od roku 1850 osadou Bílé Vody.

### Vývoj počtu obyvatel
Počet obyvatel Kameničky podle sčítání nebo jiných úředních záznamů:
| Rok            | 1836 | 1869 | 1880 | 1890 | 1900 | 1910 | 1921 | 1930 | 1950 | 1961 | 1970 | 1980 | 1991 | 2001 |
| -------------- | ---- | ---- | ---- | ---- | ---- | ---- | ---- | ---- | ---- | ---- | ---- | ---- | ---- | ---- |
| Počet obyvatel | 216  | 202  | 166  | 172  | 159  | 174  | 163  | 153  | 91   | 92   | 69   | 54   | 63   | 60   |

1. ↑  z toho: 3 Čechoslováci, 128 Němců a 22 cizinců; 152 řím. kat. a 1 evang.

V Kameničce je evidováno 17 adres : 16 čísel popisných (trvalé objekty) a 1 číslo evidenční (dočasné či rekreační objekty). Při sčítání lidu roku 2001 zde bylo napočteno 15 domů, z toho 10 trvale obydlených.

## Fotogalerie

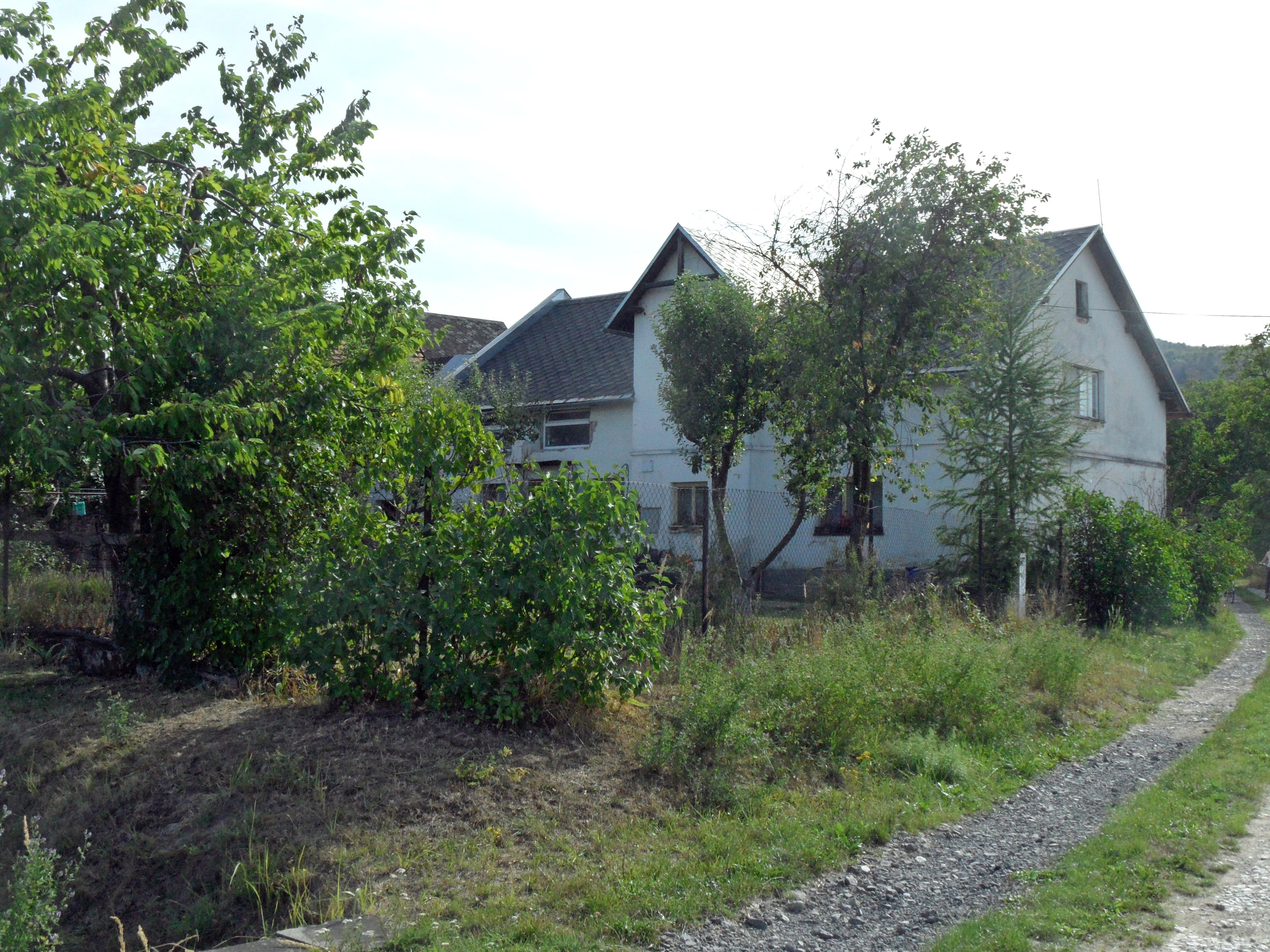
Dům u polní cesty
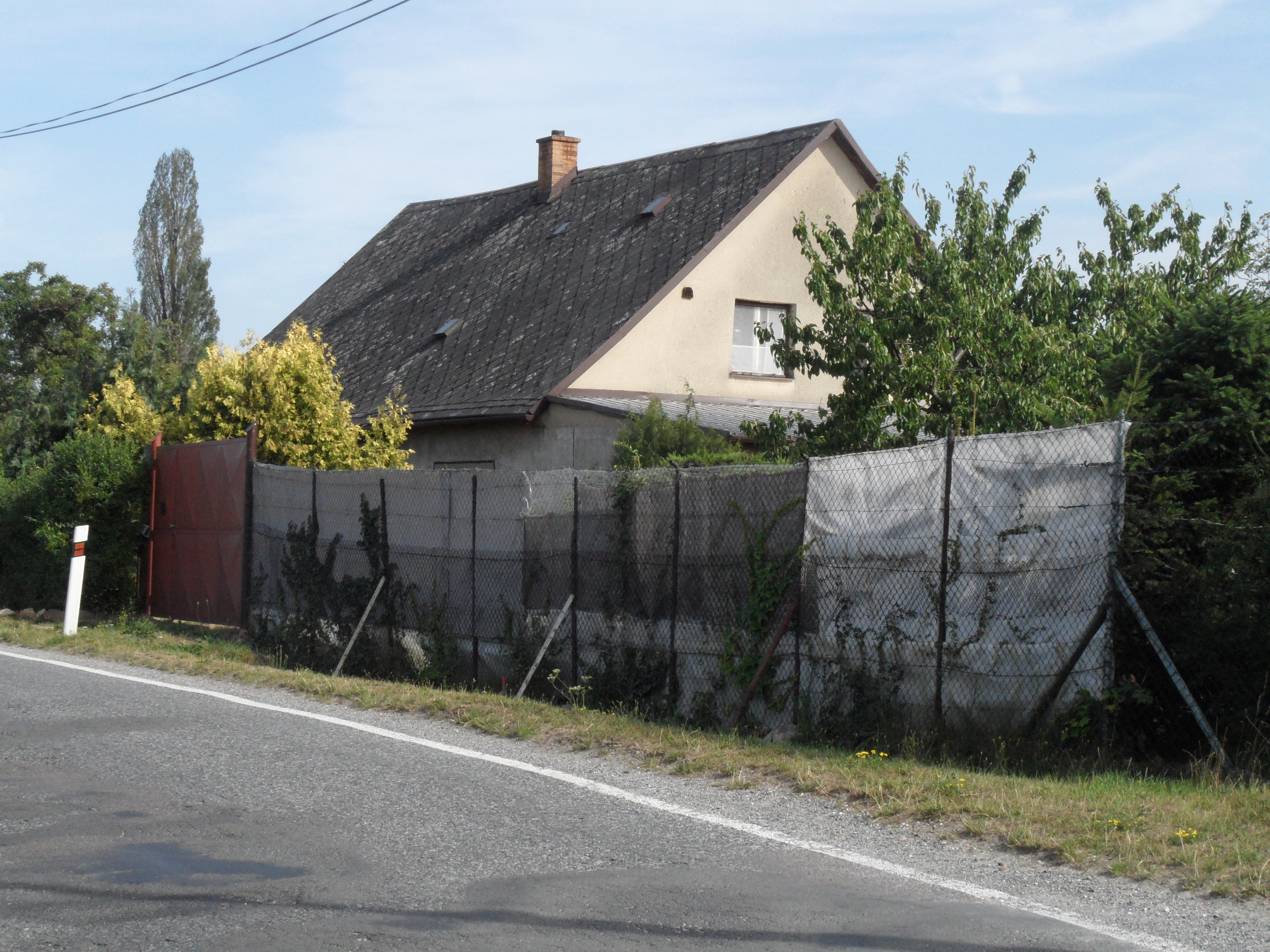
Dům u silnice
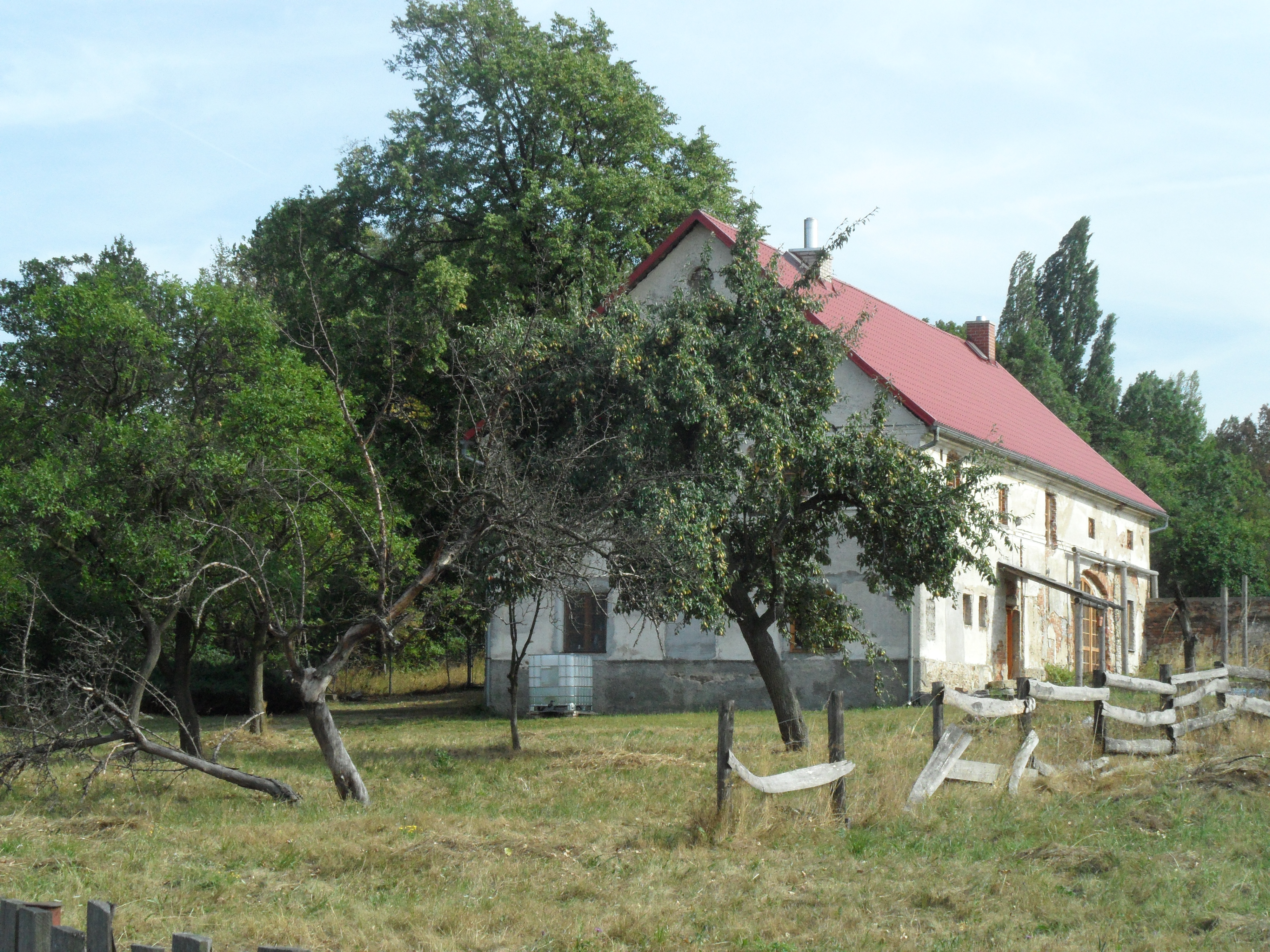
Dům v zahradě
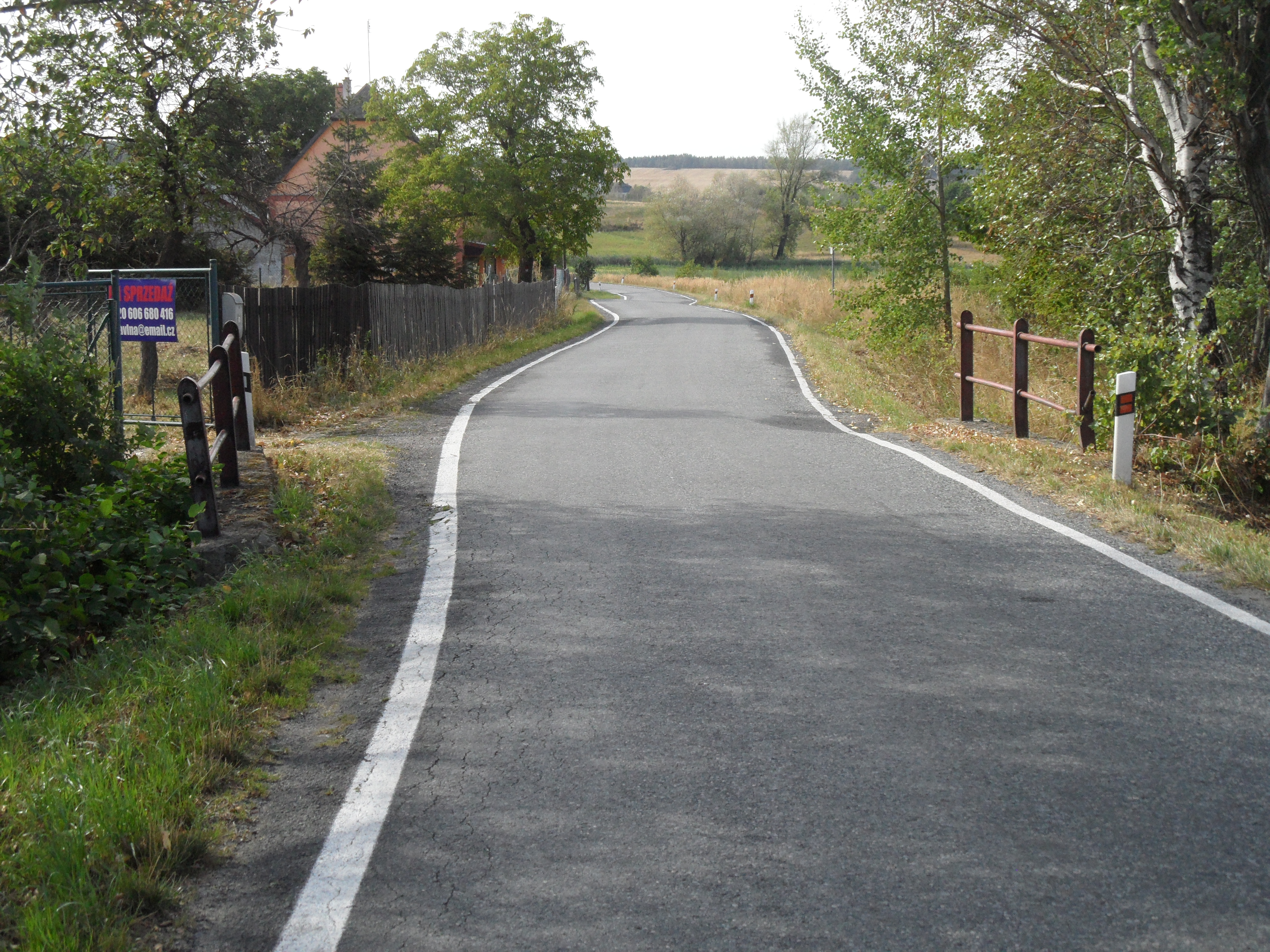
Silnice z Javorníku do Bílé Vody
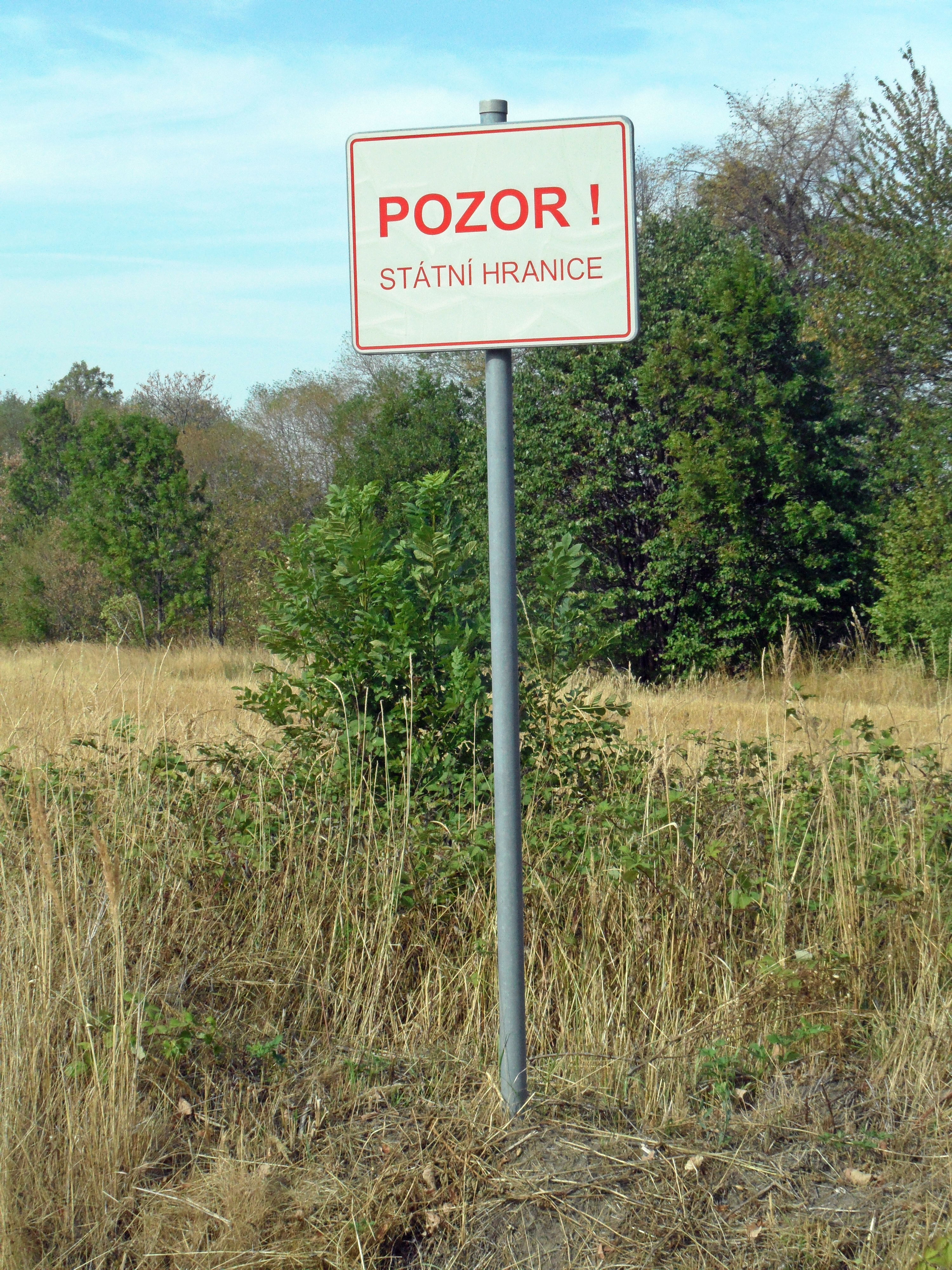
Statní hranice vede podél silnice